# Anne-Marie Cocula-Vaillières
Pour les articles homonymes, voir Cocula (homonymie).
Anne-Marie Cocula-Vaillières, née le 27 avril 1938 à Périgueux (Dordogne), est une historienne française.

## Biographie
Anne-Marie Vaillières naît en 1938 à Périgueux (Dordogne), d'une mère institutrice et d'un père fonctionnaire à la préfecture de la Dordogne. Elle épouse en 1960 Bernard Cocula (1936-2005), professeur de littérature contemporaine à l'université Bordeaux-Montaigne (Bordeaux III), qu'elle connaît à Périgueux quand elle est au lycée.
Agrégée d'histoire, docteur ès lettres, elle enseigne au département d'histoire de l'université de Bordeaux III (actuellement université Bordeaux-Montaigne). Vice-présidente de l'université en 1984, elle devient en 1986 la directrice de l'unité de formation et de recherche (UFR) d'histoire. Elle préside l'université Michel-de-Montaigne - Bordeaux-III de 1994 à 1999,,. Par ailleurs, elle est présidente de la conférence des présidents d'universités d'Aquitaine, ainsi que des Rencontres d'archéologie et d'histoire en Périgord.
En qualité de vice-présidente du conseil régional d'Aquitaine de 2004 à 2015, elle est chargée de l'éducation, de l'enseignement supérieur, de la culture et de l'apprentissage. En 2015, à la demande d'Alain Rousset, le président de région, elle pilote une commission d'élus chargés de réfléchir sur le nom de la nouvelle région (qui s'appellera finalement « Nouvelle-Aquitaine »). Elle a contribué en 2016, en étroite collaboration avec le metteur en scène Éric Le Collen, au renouvellement de La Bataille de Castillon, le plus grand spectacle en Nouvelle-Aquitaine mettant en lecture de grands moments historiques.
Elle est élue présidente du Centre François-Mauriac de Malagar pour le mandat 2016-2020. 
Par décret du 12 juillet 2002, elle est nommée chevalier de la Légion d'honneur, puis le 18 avril 2014 elle est promue au grade d'officier.
En 2024, elle est reçue membre résidant de l'Académie nationale des sciences, belles-lettres et arts de Bordeaux.

## Publications
- Les Gens de la rivière de Dordogne : 1750-1850, Lille, Atelier Reproduction des thèses, Université de Lille III, 1979 (ISBN 2-7295-0064-2, BNF 34626603, présentation en ligne), [présentation en ligne].
- Un fleuve et des hommes : les gens de la Dordogne au XVIIIe siècle  (préf. Pierre Goubert), Paris, Éditions Tallandier, coll. « Bibliothèque Geographia », 1981, 523 p. (ISBN 2-235-01013-X, présentation en ligne).
  - Réédition : La Dordogne des bateliers  (préf. Pierre Goubert), Paris, Éditions Tallandier, 1995, 523 p. (ISBN 2-235-01013-X).
    - Réédition : Un fleuve et des hommes : gens de Dordogne ; suivi de Vies d'antan au bord des rivières  (préf. Pierre Goubert), Bordeaux, Éditions Confluences, coll. « Poches Confluences : Histoire » (no 005), 2020, 473 p. (ISBN 978-2-35527-251-6).
- Brantôme : amour et gloire au temps des Valois, Paris, Albin Michel, 1986, 477 p. (ISBN 2-226-02558-8, présentation en ligne).
- Le Périgord noir  (avec Claude Michelet ; dessins de Loustal), Paris, Caisse nationale des monuments historiques et des sites / Autrement, coll. « Échappées belles en France », 1988, 103 p. (ISBN 2-86260-266-3).
- Étienne de la Boétie, Bordeaux, Éditions Sud Ouest, 1995, 188 p. (ISBN 2-87901-164-7, présentation en ligne).
- Périgord  (photogr. Pascal Moulin et Guy-Marie Renié), Bordeaux, Éditions Sud Ouest, 1999, 93 p. (ISBN 2-87901-292-9).
- Histoire de Bordeaux, Toulouse, Le Pérégrinateur Éditions, 2010, 295 p. (ISBN 2-910352-50-1, présentation en ligne), [présentation en ligne].
- Étienne de La Boétie et le destin du Discours de la servitude volontaire, Paris, Éditions Classiques Garnier, coll. « Études montaignistes, n° 65 », 2018, 340 p. (ISBN 978-2-406-07270-6, BNF 45675922, présentation en ligne).
- Histoire du Périgord, Paris, Éditions Jean-Paul Gisserot, coll. « Histoire Gisserot », 2019, 211 p. (ISBN 978-2-7558-0813-1).
- Anne-Marie Cocula (dir.), Bernard Lachaise (dir.) et al. (préf. Germinal Peiro), La Dordogne dans la Seconde Guerre mondiale, Aubas, Éditions Fanlac, 2020, 347 p. (ISBN 978-286577-303-9).
- Montaigne 1588 : l'aube d'une révolution, Aubas, Éditions Fanlac, 2021, 222 p. (ISBN 978-2-86577-317-6, présentation en ligne).
- Brantôme : honneur aux dames  (photogr. François Ducasse), Saint-Macaire, Memoring Éditions, coll. « Figures de Nouvelle-Aquitaine » (no 24), 2023, 168 p. (ISBN 979-10-93661-38-4, présentation en ligne).

## Distinctions
- Officier de la Légion d'honneur
- Chevalier de l'ordre national du Mérite